# Mejra Mehmedović
Mejra Mehmedović (serbisch-kyrillisch Мејра Мехмедовић, * 29. Juni 2006) ist eine serbische Leichtathletin, die im Langstreckenlauf sowie im Hindernislauf an den Start geht.

## Sportliche Laufbahn
Erste internationale Erfahrungen sammelte Mejra Mehmedović im Jahr 2022, als sie bei den U20-Balkan-Hallenmeisterschaften in Belgrad in 10:07,39 min den vierten Platz im 3000-Meter-Lauf belegte. Im Juni siegte sie in 7:11,35 min über 2000 m Hindernis bei den U18-Balkan-Meisterschaften in Bar und anschließend schied sie bei den U18-Europameisterschaften in Jerusalem mit 7:56,27 min im Vorlauf aus. Daraufhin belegte sie beim Europäischen Olympischen Jugendfestival (EYOF) in Banská Bystrica in 7:02,52 min den fünften Platz und im Dezember wurde sie bei den Crosslauf-Europameisterschaften in Turin nach 15:15 min 78. im U20-Rennen. Im Jahr darauf wurde sie bei der 2. Liga der Team-Europameisterschaft im Rahmen der Europaspiele in Chorzów in 18:15,32 min 16. im 5000-Meter-Lauf und anschließend belegte sie beim EYOF in Maribor in 6:49,48 min den siebten Platz über 2000 m Hindernis. Daraufhin gelangte sie bei den U20-Europameisterschaften in Jerusalem in 10:26,48 min den fünften Platz über 3000 m Hindernis, ehe sie bei den U18-Balkan-Meisterschaften in Sivas in 6:49,73 min die Goldmedaille über 2000 m Hindernis gewann. Im Dezember wurde sie bei den Crosslauf-Europameisterschaften in Brüssel in 22:38 min 76. im U20-Rennen und 2024 siegte sie in 9:39,80 min über 3000 Meter bei den U20-Balkan-Hallenmeisterschaften in Belgrad und anschließend kam er bei den Crosslauf-Weltmeisterschaften ebendort im U20-Rennen nicht ins Ziel kam. Ende August gelangte sie bei den U20-Weltmeisterschaften in Lima mit 10:19,26 min auf den 14. Platz über 3000 m Hindernis und im Dezember wurde sie bei den Crosslauf-Europameisterschaften in Antalya nach 17:04 min 29. im U20-Rennen. Im Jahr darauf siegte sie in 9:35,05 min über 3000 Meter bei den U20-Balkan-Hallenmeisterschaften in Sofia und eine Woche darauf belegte sie bei den Balkan-Hallenmeisterschaften in Belgrad in 9:34,98 min den sechsten Platz. Im Juni wurde sie bei der 2. Liga der Team-Europameisterschaft in Maribor in 4:29,95 min 13. über 1500 Meter und gelangte im Hindernislauf mit 10:40,88 min auf den zehnten Platz. Daraufhin siegte sie in 10:28,56 min im Hindernislauf bei den U20-Balkan-Meisterschaften in Craiova und belegte bei den U20-Europameisterschaften in Tampere in 10:22,57 min den sechsten Platz.
2024 wurde Mehmedović serbische Meisterin im 3000-Meter-Hindernislauf sowie 2025 über 3000 Meter. Zudem wurde sie 2025 Hallenmeisterin über 1500 und 3000 Meter.

## Persönliche Bestleistungen
- 1500 Meter: 4:19,24 min, 27. Juli 2024 in Kraljevo
  - 1500 Meter (Halle): 4:25,69 min, 25. Januar 2025 in Belgrad
- 3000 Meter: 9:48,65 min, 13. Mai 2023 in Zagreb
  - 3000 Meter (Halle): 9:34,25 min, 29. Januar 2025 in Belgrad
- 5000 Meter: 18:15,32 min, 20. Juni 2023 in Chorzów
- 2000 m Hindernis: 6:38,70 min, 8. Juli 2023 in Novi Pazar (serbischer U18-Rekord)
- 3000 m Hindernis: 10:14,13 min, 27. August 2024 in Lima